# Oryzomys
Oryzomys é um gênero de roedores da família Cricetidae distribuído na América do Norte, Central e norte da América do Sul.
?Oryzomys pliocaenicus, um fóssil do Mioceno do Kansas, tem identidade incerta, mas pode pertencer ao gênero Bensonomys, e fósseis do Mioceno do Oregon e do Plioceno do Novo México também foram atribuídos ao gênero Oryzomys, mas provavelmente de forma incorreta. Um possível Oryzomys foi registrado no Irvingtoniano [en] (Idade dos mamíferos terrestres norte-americanos Irvingtoniana, Pleistoceno) de Sascachevão.

## Espécies
Musser e Carleton (2005) aceitam 43 espécies pertencentes ao gênero Oryzomys, entretanto, estudos filogenéticos prévios já demonstravam o gênero como polifilético. Em 2006, Weksler e colaboradores descrevem 10 novos gêneros (Aegialomys, Cerradomys, Eremoryzomys, Euryoryzomys, Hylaeamys, Mindomys, Nephelomys, Oreoryzomys, Sooretamys e Transandinomys), desmembrando o gênero Oryzomys.
- Oryzomys albiventer
- †Oryzomys antillarum Thomas, 1898
- Oryzomys couesi (Alston, 1877)
- Oryzomys dimidiatus (Thomas, 1905)
- Oryzomys gorgasi Hershkovitz, 1971
- †Oryzomys nelsoni Merriam, 1898
- Oryzomys palustris (Harlan, 1837)
- Oryzomys peninsulae Thomas, 1897

## Literatura citada
- Weksler, M. 2006. Phylogenetic relationships of oryzomyine rodents (Muroidea: Sigmodontinae): separate and combined analyses of morphological and molecular data. Bulletin of the American Museum of Natural History 296:1–149.

- Churcher, C.S. 1984. Faunal correlations of Pleistocene deposits in western Canada. pp. 145–158 in Mahaney, W.C. (ed.). Correlation of Quaternary Chronologies. Norwich, UK: Geo Books, 517 pp. ISBN 978-0-86094-172-9